# Ilídio Salteiro
Ilídio Salteiro, (Alpedriz, Alcobaça; 6 de fevereiro de 1953) é um artista plástico que reside e trabalha simultaneamente em Lisboa e no Algarve e que, desde os anos 70, desenvolveu uma produção artística regular e ininterrupta.
Ilídio Salteiro formou-se em Pintura na Escola Superior de Belas Artes de Lisboa (hoje Faculdade de Belas Artes da Universidade de Lisboa) e obteve o mestrado na Faculdade de Ciências Sociais e Humanas da Universidade Nova de Lisboa. Completou o doutoramento em pintura na FBAUL onde foi professor durante mais de 25 anos, no departamento de Pintura. Jubilou-se em 2023.
Iniciou a sua carreira profissional simultaneamente como professor de pintura e artista plástico em 1979. O seu trabalho recebeu a influência dos movimentos seus contemporâneos do período pós-modernista: as transvanguardas italianas, os neo expressionismos, a neofiguração. 
Durante a sua formação Ilidio Salteiro beneficiou de uma bolsa de estudo da Fundação Calouste Gulbenkian (1976 e 1979). Nos anos 80 foi um dos fundadores da cooperativa de dinamização cultural “A Barca” tendo nesse âmbito feito o restauro de um barco tradicional do rio Tejo, uma fragata, no que foi um projeto apoiado pela Fundação Calouste Gulbenkian e pela Unesco.
Como professor e investigador desempenhou os cargos de presidente do Conselho Científico da Faculdade de Belas Artes da Universidade de Lisboa e presidente do CIEBA, Centro de Investigação e Estudos em Belas Artes. 
A carreira artística de Ilídio Salteiro assenta no pressuposto de que "a arte ao invés de ser um adjetivo, é acima de tudo um objetivo. Uma experiência da investigação artística capaz de ser um modo de criar conexões e partilhas."
Na sua obra reflete sobre as questões do espaço da pintura e estrutura-a de acordo com os conceitos ancestrais de paisagem, onde cada elemento ou objeto aparece sobre a forma de arquétipo. As suas obras são construídas com cores bem definidas numa paleta de azuis, terras e ocres amarelos. Espaço, matéria, ausência e tempo, "são marcantes, e a sua pintura assume-se como um ato de verdade que o leva a afirmar que ela cumpre a função de ligar o que está desligado, e de ajudar a decifrar as coisas da vida." 
Em 2013 apresentou uma ampla instalação de pintura no Museu Militar de Lisboa a que deu a designação de «O centro do mundo é aqui», onde "a fala é de concerto e desconcerto: é uma fala que deseja ser, de utopia. Fala de resgate, fala de revolução, fala da Declaração dos Direitos do Homem, por exemplo. Fala-se de cidadania, mas recusa-se a geografia política. Contraria-se os centrismos modernistas e as rotas económicas. O centro do mundo é onde eu penso o mundo, o centro do mundo é onde eu imagino o mundo. O centro do mundo manifesta-se aqui."
Em 2024 apresentou, no Salão da Sociedade Nacional de Belas Artes, em Lisboa, um grande conjunto de obras, realizadas nos seis anos anteriores, “Mundo Novo,” onde o que prevalece é uma atitude claramente meta-pictural em que se reinventa a possibilidade de uma pintura nos dias de hoje.
Ilidio Salteiro está representado em numerosas coleções publicas e particulares de entre as quais: Caixa Geral de Depósitos, Fundação Calouste Gulbenkian, Câmara Municipal de Lisboa e Sociedade Nacional de Belas Artes.

## Algumas exposições:
- 2024, Mundo Novo, Sociedade Nacional de Belas Artes, Lisboa.
- 2020, Trezenzonio. Mundos Possibles, Mula, Múrcia.
- 2019, Seis pinturas, Antuérpia.
- 2019. Mapas, Dinero y Paisajes Enlazadas, Cineteatro, Guarda.
- 2019, Paisajes Enlazados, Galeria da Faculdade de Belas Artes da Universidade de Lisboa.
- 2018, Uma Viagem na minha Terra, Museu dos Lanifícios, Covilhã,
- 2018, Faróis e Tempestades, Galeria da Faculdade de Belas Artes da Universidade de Lisboa,
- 2013, O Centro do Mundo, Museu Militar de Lisboa.
- 2007, Perguntas e outras Pinturas, Galeria Verney, Oeiras.
- 2007, The centre of the world is here. Galeria Municipal de Albufeira.
- 2006, Modern painting since 1953, Galeria do Ministério das Finanças, Lisboa.
- 2005, Pintura e Desenho, 1998-2005, Complexo Cultural da Quinta da Raposa, Mafra.
- 2002, Pintura, Convento da Nossa Senhora da Conceição dos Cardais, Lisboa.
- 2002, Pintura, Galeria do Ministério das Finanças, Terreiro do Paço, Lisboa.
- 1998, Pintura, Galeria Municipal Gymnásio, Lisboa.
- 1998, Pintura, Casa das Artes de Tavira.
- 1992, Pintura, Galeria da Casa de Bocage, Setúbal.
- 1986, Seis Artistas de Alcobaça, Ala Sul do Mosteiro de Alcobaça
- 1985, Desenho, Galeria Atrium da Imprensa, Lisboa.
- 1985, Pintura, Galeria Altamira, Lisboa.
- 1979. Pintura, Galeria de Arte da Escola Superior de Belas-Artes de Lisboa.